# Eupronoe laticarpa
Eupronoe laticarpa är en kräftdjursart. Eupronoe laticarpa ingår i släktet Eupronoe och familjen Pronoidae. Inga underarter finns listade i Catalogue of Life.